# Kameradschaft Carl von Clausewitz (Breslau)

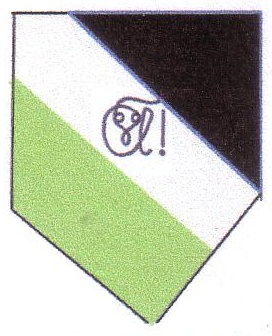
Schild der Breslauer „Carl von Clausewitz“

Die Kameradschaft „Carl von Clausewitz“ war in der Zeit des Nationalsozialismus eine Kameradschaft an der Schlesischen Friedrich-Wilhelms-Universität und der Technischen Hochschule Breslau.

## Geschichte
Das Corpshaus der Marcomannia wurde nach dem Verbot der Studentenverbindungen Ende 1935 von einem SA-Sturm belegt. Auf Druck der Gaustudentenführung entstand im Wintersemester 1936/37 eine Kameradschaft 3 der Hundertschaft I, die sich aus Mitgliedern des Corps Marcomannia Breslau und der „schwarzen“ (nicht-farbentragenden) Verbindung Wratislavia im Miltenberger Ring rekrutierte. Wenig später wurde sie nach dem Berg Siling in Kameradschaft „Siling“ umbenannt. Da keine geeigneten Räume zur Verfügung standen, keine Altherrenschaft vorhanden war und generelle Unsicherheit über Aufgaben und Sinn einer solchen Kameradschaft herrschte, war der Zusammenhalt unter den Mitgliedern nur lose. Das änderte sich, als im Juli 1938 die Kameradschaft das Marcomannen-Haus zur Wiedernutzung zurückerhielt. Nach aufwändiger Reinigung und Wiederherstellung der Wohnlichkeit wurden die Studentenwappen von Marcomannia und Wratislavia im Traditionszimmer aufgehängt und ein (militärisch reglementierter) Aktivenbetrieb eingerichtet.

### Kriegszeit
Im Wintersemester 1938/39 wurde auf Vorschlag von Wratislavias AH-Vorsitzenden Gericke beschlossen, den Namen „Carl von Clausewitz“ anzunehmen. Carl von Clausewitz war 1831 auf dem Wratislaven-Haus an der Cholera gestorben. Als Farben wurden schwarz-silber-hellgrün gewählt: schwarz von Marcomannia, hellgrün von Wratislavia und silber aus dem Familienwappen der Clausewitz. Auch wurde ein Zirkel (Studentenverbindung) geschaffen. Alte Herren fehlten und wurden nach Buxenart „gekeilt“. Ab 1939 zeigte sich eine zunehmende Tendenz, die alten Traditionen zumindest teilweise wieder aufzunehmen.
Als im Sommer 1940 die Wehrmacht das Haus an der Breslauer Kirschallee beschlagnahmte, wurden die Zusammenkünfte der Kameradschaft in der Gaststätte von Barisch in der Kronprinzenstraße abgehalten. Im Sommersemester 1941 zog die Kameradschaft in das wohnlich gemachte Bootshaus um.  Erstaunlicherweise konnte im Wintersemester 1941/42 das Haus wieder bezogen werden. Die Zahl der Mitglieder der Kameradschaft „Clausewitz“ stieg. So gab es im SS 1943 17 Altburschen (iaCB),  17 Burschen (CB) und 8 Jungkameraden (Füchse).
Ab dem Wintersemester 1943/44 kasernierte das Heer (Wehrmacht) Medizinstudenten  – darunter viele Clausewitzer – auf dem Kameradschaftshaus. Im Sommersemester 1944 wurden die älteren Medizinstudenten an die Medizinische Akademie Düsseldorf kommandiert.

### Nachkriegszeit
Unter dem Druck der Gleichschaltung und des Arierparagraphen hatte Marcomannia (wie andere Corps) „nicht-arische“ Corpsbrüder aus ihren Listen gestrichen und Helmuth Brückner, den ehemaligen Gauleiter von Schlesien, in vorauseilendem Gehorsam unverdient zum Ehrencorpsbuschen gewählt. In der Nachkriegszeit beschloss ein FCC der Marcomannia, die Kameradschaft „Carl von Clausewitz“ nicht als Nachfolgeorganisation des Corps anzuerkennen; früheren Mitgliedern sollten nur wegen ihrer Zugehörigkeit nicht die Corpsfarben verliehen werden können.
Die Verbindung Königstein-Wratislavia rekonstituierte sich in Frankfurt am Main. Sie nahm viele ehemalige Clausewitzer auf und suspendierte wegen Nachwuchsmangels.